# Théotokos des Chalkopratéia

Plan restitué de l'église Théotokos des Chalkopratéia

L'église de la Théotokos des Chalkopratéia (en grec Θεοτόκος τῶν Χαλκοπρατείων / Théotókos ton Chalkopratéiôn, en latin, Sancta Maria de Cinctura (de Zona), en turc Acem Ağa Mescidi) était une église du quartier des Chalkopratéia (littéralement le « Marché du Cuivre ») à Constantinople. Cette église dédiée à la Mère de Dieu (Théotokos) aurait été construite par Pulchérie ou Vérina sous le règne de Théodose II, à l'emplacement d'une synagogue servant aux nombreux juifs du quartier, chassés à cette époque.
L'église fut restaurée par Justin II à la fin du VIe siècle puis de nouveau par Basile Ier dans la seconde moitié du IXe siècle.
Elle possédait des reliques importantes, la ceinture de la Vierge, conservée dans sa propre chapelle, et probablement l'icône miraculeuse dite du Christ Antiphonètès.
L'église était de plan basilical, à trois nefs. Les seuls vestiges conservés en sont une partie du sanctuaire et l'abside, ainsi que les fondations d'une structure octogonale sur le côté nord-ouest du complexe.
Elle fut transformée en mosquée en 1484. Ses ruines sont visibles derrière la mosquée de la sultane Zeynep.